# La série débarque
La série débarque (The Series Has Landed) est le 2e épisode de la saison 1 de la série télévisée d'animation Futurama.

## Synopsis
Fry, Leela et Bender intègrent l'équipe de Planet Express et découvrent Hermes Conrad, un comptable jamaïcain fou de bureaucratie et de limbo, Amy Wong, une chinoise richissime et superficielle dont les parents possèdent la moitié de la planète Mars et le Docteur Zoidberg, un homard géant pauvre et loufoque censé être un spécialiste de l'anatomie humaine. Alors que Leela est nommée capitaine, l'équipe doit livrer un colis sur la Lune. Fry y voit l'occasion de réaliser son rêve d'aller un jour reproduire l'exploit de Neil Armstrong, mais en arrivant sur la Lune, il constate que celle-ci est occupée par un parc d'attraction. Déçu, il essaiera d'échapper à cette partie artificielle, attirant quelques ennuis à Leela, tandis qu'Amy tente de récupérer les clés perdues du vaisseau, et que Bender fait la cour à la fille robot d'un fermier du coin.